# اچ‌ام‌اس کانفلیکت (۱۸۹۴)
اچ‌ام‌اس کانفلیکت (۱۸۹۴) (به انگلیسی: HMS Conflict (1894)) یک کشتی بود که طول آن ۲۰۰ فوت (۶۱ متر) بود. این کشتی در سال ۱۸۹۴ ساخته شد.